# Adam A500
Adam A500 je dvomotorno šestsedežno propelersko športno letalo ameriškega proizvajalca Adam Aircraft Industries. Poganjata ga dva 6-valjna bencinska protibatna motorja Continental TSIO-550-E, ki sta nameščena v konfiguracji "push-pull"- sprednji motor je v konfiguraciji vlačilec, zadnji pa v konfiguraciji potisnik. Pri tej konfugiraciji je zračni upor manjši in v primeru odpovedi motorja lažje upravljanje.

## Specifikacije (A500)
Podatki iz Adam Aircraft and The Incomplete Guide to Airfoil Usage
Splošne značilnosti
- Posadka: 1
- Število sedežev: 5 potnikov
- Dolžina: 37 ft 6 in (11,43 m)
- Razpon kril: 44 ft 0 in (13,41 m)
- Višina: 9 ft 7 in (2,92 m)
- Aeroprofil: NASA LS(1)-0417
- Teža praznega letala: 5.350 lb (2.427 kg)
- Bruto teža: 7.000 lb (3.175 kg)
- Kapaciteta goriva: 230 gal (872 litrov)
- Pogon letala: 2 × Teledyne Continental TSIO-550E , 350 hp (260 kW)  vsak

Zmogljivost
- Maks. hitrost: 225 kn (259 mph; 417 km/h)
- Potovalna hitrost: 220 kn (253 mph; 407 km/h)
- Hitrost pri porušitvi vzgona: 75 kn (86 mph; 139 km/h) in landing configuration with gear and flaps down
- Doseg: 892 nmi (1.026 mi; 1.652 km) pri 75% moči
- Največji doseg: 1.286 nmi (1.480 mi; 2.382 km) pri 45% moči
- Višina leta (servisna): 25.000 ft (7.600 m)